# Castres, Tarn
Castres (occitanska: Castras) är en kommun i departementet Tarn i regionen Occitanien i södra Frankrike. Kommunen är chef-lieu över 4 kantoner som tillhör arrondissementet Castres. År 2022 hade Castres 42 700 invånare.

## Befolkningsutveckling
Antalet invånare i kommunen Castres
| Referens: INSEE |